# Eden Park
Pour les articles homonymes, voir Eden Park (homonymie).

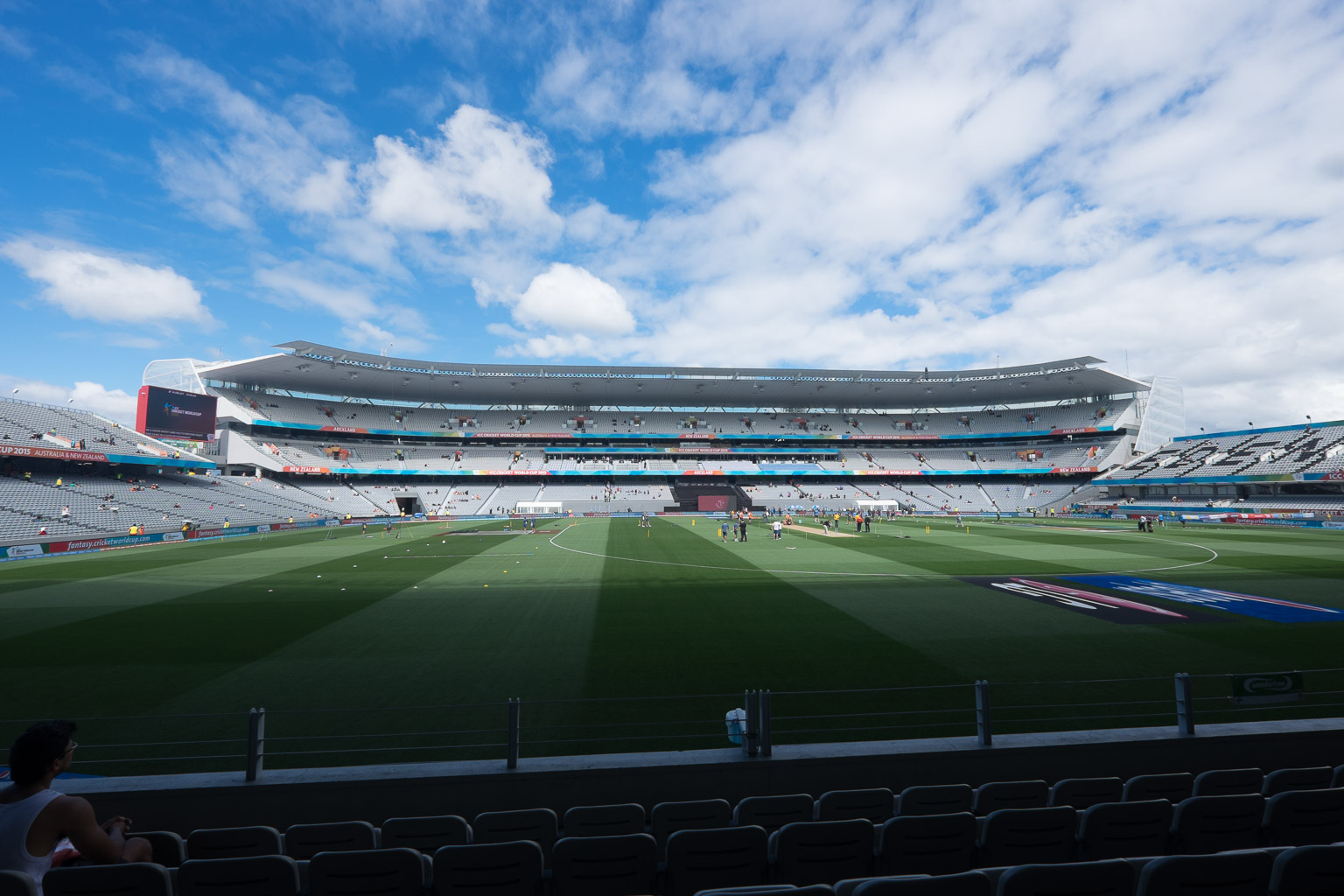
Eden Park, le plus grand stade de Nouvelle-Zélande.

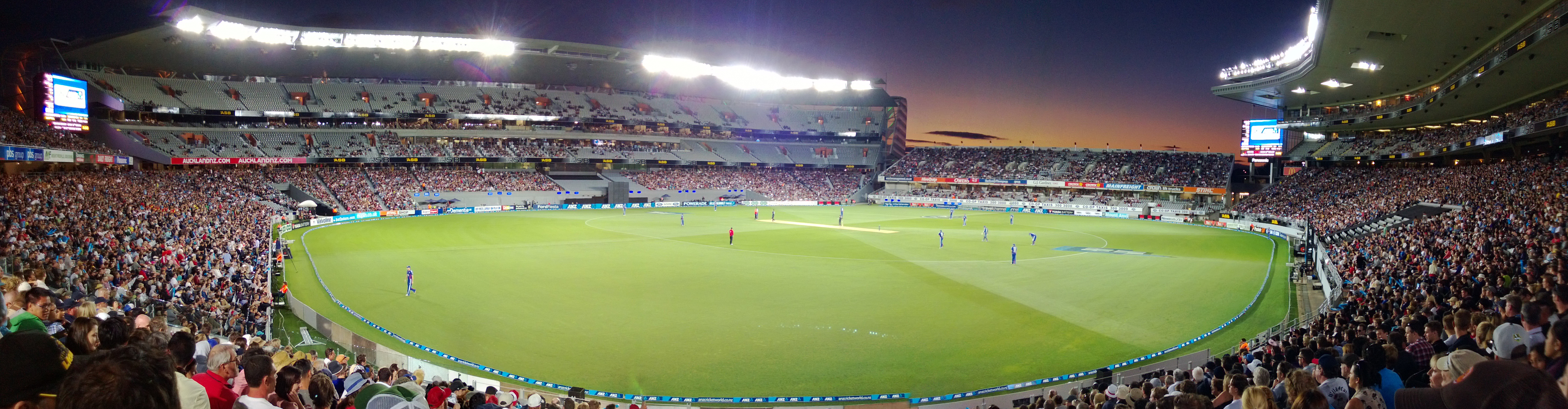
Eden Park a une capacité de 50000 places.

Le stade de l’Eden Park est un stade de la ville d'Auckland en Nouvelle-Zélande, consacré au rugby à XV, au rugby à XIII et au cricket. Ce stade a accueilli deux finales de la Coupe du monde de rugby à XV, en 1987 et en  2011, pour deux victoires des All Blacks contre la France.  Ils n'ont d'ailleurs plus été battus sur ce terrain depuis 1994 et une défaite contre la France lors de la tournée d'été.

## Capacité et utilisation
C'est le plus grand stade de Nouvelle-Zélande. En vue de la Coupe du monde de rugby 2011, sa capacité a été portée de 49 000 à 60 000 places, toutes assises. Elle a été depuis ramenée à 50 000.
Il abrite les tests matchs de cricket, un grand nombre de tests matchs des All Blacks et plus rarement des Kiwis treizistes. Il est également le stade attitré de la province d'Auckland durant le championnat national des provinces, et celui des Blues durant le Super 15. Il reçoit aussi quelques matchs du club treiziste des Warriors qui évolue en NRL. 
Il fut le stade hôte de la finale de la première Coupe du monde de rugby en 1987 (49 000 spectateurs), ainsi que celle de l'édition 2011 (60 000 spectateurs).
Il reçut également une finale de Coupe du monde de rugby à XIII en 1988.
Il est en 2023 le stade d'accueil de la cérémonie d'ouverture de la coupe du monde féminine de football.

## Histoire
L'Eden Park est pour beaucoup le stade de rugby le plus célèbre au monde. Né aux alentours de 1900 sur un terrain au pied du mont Eden, volcan sur lequel est installée la ville d'Auckland, l'Eden Park devient le stade officiel de l'équipe de cricket d'Auckland en 1910. Celle-ci organise en 1914 un match officiel opposant l'équipe d'Australie à l'équipe des Black Caps, surnom désignant l'équipe de Nouvelle-Zélande de cricket.
C'est en 1921 que le premier match de rugby s'y dispute, un test opposant les All Blacks à l'équipe d'Afrique du Sud, et remporté par les visiteurs 9 à 5.
En 1925, il devient le terrain attitré de la fédération de rugby d'Auckland.
Ce n'est qu'en 1950 que le stade reçoit son premier grand événement, les jeux de l'Empire britannique (devenus depuis 1978 jeux du Commonwealth). La cérémonie d'ouverture s'y déroule et le stade se voit doté d'une piste d'athlétisme.
En 1956, l'Eden Park connait une année importante. Tout d'abord, les Blacks Caps mettent fin à 26 années sans victoire en test officiel. Puis, six mois plus tard, les Blacks mettent fin à l'invincibilité des Springboks dans une série de tests, en remportant le dernier match de la série devant 61 240 spectateurs, ce qui reste le record d'affluence du stade.
Le stade est alors rénové et devient pour le rugby néo-zélandais une forteresse quasiment imprenable : seules l'équipe d'Angleterre en 1973, l'équipe d'Australie en 1978 et 1986 et la France en 1979 et en 1994 (dernière équipe en date à s'être imposée à l'Eden Park avec son « essai du bout du monde » victorieux), y ont battu les All Blacks depuis 1961.
En 1981, l'Eden Park va vivre un nouvel événement. À cette époque, l'apartheid règne en Afrique du Sud. À cette époque également, les premiers habitants du pays, les Māori, sont réhabilités au sein de la société néo-zélandaise. La tournée des Springboks est alors l'occasion de nouveaux affrontements entre partisans d'une annulation de cette tournée et ceux qui préfèrent dissocier sport et politique. Lors du match se déroulant à l'Eden Park, un avion survole de très nombreuses fois à faible altitude le stade, jetant sur celui-ci des sacs de farine.
Puis vient la première Coupe du monde de rugby en 1987. L'Eden Park a l'honneur d'accueillir le premier match entre la Nouvelle-Zélande et l'Italie. À cette occasion, les All Blacks exécutent pour la première fois sur leur sol le haka, réservé auparavant aux matchs de tournée à l'étranger. L'Eden Park accueille également la même année la première finale de coupe du monde. Les All Blacks remportent le match contre la France (29-9).
En 1988 il est le théâtre de la finale du Championnat du monde de rugby à XIII opposant la Nouvelle-Zélande à l'Australie. C'était la première fois qu'il s'ouvrait au rugby league jusque-là « ennemi ».
En 2011, le stade accueille à nouveau la finale de la coupe du monde de rugby à XV remportée par la Nouvelle-Zélande sur le score de 8 à 7 face à la France. Il reçoit également cette année-là la coupe du monde des moins de 21 ans.
Tous les ans depuis février 2013 il est le théâtre des Auckland Nines, compétition de jeu à neuf qui oppose les équipes du championnat australasien de rugby à XIII (NRL) en ouverture de la saison, et remporte un énorme succès populaire (stade pratiquement plein pendant deux jours).

## Évènements
- Jeux de l'Empire britannique de 1950
- Coupe du monde de rugby à XV 1987
- Coupe du monde féminine de cricket de 1982
- Coupe du monde de rugby à XIII 1988
- Coupe du monde de cricket de 1992
- Coupe du monde de rugby à XV 2011
- Coupe du monde de cricket de 2015
- Coupe du monde féminine de rugby à XV 2021
- Coupe du monde féminine de cricket de 2022
- Coupe du monde féminine de football 2023